# Бураев, Виктор Михайлович
Ви́ктор Миха́йлович Бура́ев (род. 23 августа 1982, Пенза) — российский легкоатлет, специалист по спортивной ходьбе. Выступал за сборную России по лёгкой атлетике в 2000-х годах, обладатель бронзовой медали чемпионата мира, победитель Кубка Европы в личном и командном зачётах, многократный победитель и призёр первенств всероссийского значения, действующий рекордсмен России в ходьбе на 10 000 метров, участник летних Олимпийских игр в Афинах. Представлял Пензенскую область и Мордовию. Мастер спорта России международного класса.

## Биография
Виктор Бураев родился 23 августа 1982 года в Пензе.
Окончил факультет физического воспитания Пензенского государственного педагогического университета имени В. Г. Белинского. Проходил подготовку в Пензе под руководством Владимира Михайловича Нитяговского, тренировался в Центре олимпийской подготовки Республики Мордовия по спортивной ходьбе в Саранске у заслуженного тренера России Виктора Михайловича Чёгина.
Впервые заявил о себе на международном уровне в сезоне 1998 года, когда вошёл в состав российской национальной сборной и выступил на Всемирных юношеских играх в Москве, где завоевал серебряную медаль в ходьбе на 5000 метров.
В 2000 году одержал победу на юниорском всероссийском первенстве по спортивной ходьбе в дисциплине 10 000 метров, установив при этом мировой рекорд и ныне действующий рекорд России — 38.46,4. На юниорском мировом первенстве в Сантьяго стал бронзовым призёром на той же дистанции.
В 2001 году на зимнем всероссийском первенстве по спортивной ходьбе в Адлере в гонке юниоров на 20 км показал время лучше мирового рекорда — 1:18.06. На Кубке Европы в Дудинце завоевал золото в личном и командном зачётах 20 км. На Играх доброй воли в Брисбене был четвёртым. На чемпионате мира в Эдмонтоне с результатом 1:20.36 взял бронзу.
В 2002 году победил на чемпионате России в Чебоксарах, финишировал четвёртым на чемпионате Европы в Мюнхене, тогда как на Кубке мира в Турине сошёл с дистанции.
В 2003 году вновь превзошёл всех соперников на чемпионате России в Чебоксарах. На чемпионате мира в Париже был дисквалифицирован.
На Кубке мира 2004 года в Наумбурге пришёл к финишу седьмым. Благодаря череде удачных выступлений удостоился права защищать честь страны на летних Олимпийских играх в Афинах — в программе ходьбы на 20 км показал результат 1:25:36, расположившись в итоговом протоколе соревнований на 22-й строке.
В 2005 году на чемпионате России в Саранске стал серебряным призёром, показав на финише одинаковое время с победившим Владимиром Парваткиным. На чемпионате мира в Хельсинки не финишировал.
В 2006 году был лучшим на зимнем чемпионате России по спортивной ходьбе в Адлере. На Кубке мира в Ла-Корунье стал седьмым и третьим в личном и командном зачётах соответственно. На чемпионате Европы в Гётеборге занял в 20-километровой дисциплине четвёртое место.
В 2007 году взял бронзу на зимнем чемпионате России по спортивной ходьбе в Адлере. На Кубке Европы в Ройал-Лемингтон-Спа сошёл с дистанции.
В 2008 году отметился выступлением на домашнем Кубке мира в Чебоксарах, где занял в ходьбе на 20 км 24-е место. Тем не менее, впоследствии этот результат аннулировали из-за провала сделанного ранее допинг-теста — проба спортсмена показала повышенное содержание эритропоэтина. Бураева отстранили от участия в соревнованиях на два года.
По окончании срока дисквалификации Виктор Бураев вернулся к соревновательной практике и в 2011 году выступил на чемпионате России по спортивной ходьбе в Саранске, где в дисциплине 20 км финишировал восьмым. На этом завершил спортивную карьеру.